# 柳ケ浦駅
柳ケ浦駅（やなぎがうらえき）は、大分県宇佐市住吉町1丁目にある、九州旅客鉄道（JR九州）日豊本線の駅である。事務管コードは▲920512。

## 歴史
日出生台への物資輸送の必要性などにより早期に建設されたとされる。日豊線開通時の終点であり鉄道唱歌第二集山陽・九州編でも東九州方面は当駅で「汽車は宇佐にて止まりたり」と引き返し小倉駅へ戻るようになっている。

### 年表
- 1897年（明治30年）9月25日：初代豊州鉄道の行橋駅 - 当駅間の開通に伴い、長洲駅（ながすえき）として開設[2]。
- 1898年（明治31年）3月1日：宇佐駅（うさえき）に改称[5]。
- 1901年（明治34年）9月3日：豊州鉄道を初代九州鉄道が買収[6]。
- 1907年（明治40年）7月1日：九州鉄道が国有化、帝国鉄道庁が所管[7]。
- 1909年（明治42年）
  - 10月15日：柳ケ浦駅に再改称[5]。
  - 12月21日：大分線の当駅 - 宇佐駅間が開通[8]。
- 1939年（昭和14年）10月1日：宇佐海軍航空隊が開隊[2][9]。
- 1939年（昭和19年）2月：宇佐海軍航空隊への引込線を開設[9]。
- 1962年（昭和32年）：駅舎改築[1]。
- 1984年（昭和59年）2月1日：貨物の取り扱いを廃止[10]。
- 1986年（昭和61年）11月1日：荷物扱い廃止[10]。
- 1987年（昭和62年）4月1日：国鉄分割民営化に伴い、九州旅客鉄道（JR九州）の駅となる[11]。
- 2012年（平成24年）12月1日：ICカード「SUGOCA」の利用が可能となる[12]。
- 2015年（平成27年）7月1日：大分デスティネーションキャンペーンにあわせ、接近メロディ（「Welcome to おおいた」）が設定。キャンペーン終了後も引き続き使用されている。
- 2023年（令和5年）10月1日：JR九州サービスサポートによる業務委託駅から[13]九州旅客鉄道本体による直営駅へと変更される[14]。

## 駅構造
単式ホーム1面1線と島式ホーム1面2線、合計2面3線のホームを持つ地上駅。互いのホームは跨線橋とエレベーターで連絡している。単式ホームの1番のりばは下り列車が、島式ホーム南側の3番のりばは上り列車が主に使用し、島式ホーム北側の2番のりばは上下線の列車の待避や当駅始発の列車が主に使用する。また、3番のりばの南側にホームのない上り列車用の副本線が存在する。
かつては、柳ヶ浦機関区が存在し立石峠周辺に1000分の25という急勾配区間が存在したため当駅で列車の編成の組み直し、補機の連結などの作業が行われていたが、1966年（昭和41年）に「新立石トンネル」が開通して解消された。その名残として上り副本線の南側に側線が8本残っており、うち1本を保線車両の留置に使用し、ほかの7本は営業車両の夜間滞泊に利用されている。
JR九州本体が運営する直営駅だが、駅長配置はない。みどりの窓口（営業時間　6：50 - 20：00）が設置されている。ICカードSUGOCAの購入と利用が可能。
大分デスティネーションキャンペーンの企画として、当駅と宇佐駅にて接近放送にあわせ接近メロディ「Welcome to おおいた」が設定された。キャンペーン終了後も引き続き使用されている。
2022年3月12日のダイヤ改正でみどりの窓口営業時間が7:30 - 15:00に短縮された。代替措置として指定券券売機が設置されている。

### のりば
| のりば | 路線      | 方向 | 行先           | 備考                       |
| ------ | --------- | ---- | -------------- | -------------------------- |
| 1      | ■日豊本線 | 下り | 別府・大分方面 |                            |
| 2      | ■日豊本線 | 下り | 別府・大分方面 | 主に待避・始発             |
| 2      | ■日豊本線 | 上り | 中津・小倉方面 | 主に待避・始発             |
| 3      | ■日豊本線 | 上り | 中津・小倉方面 | このホームからの始発もある |

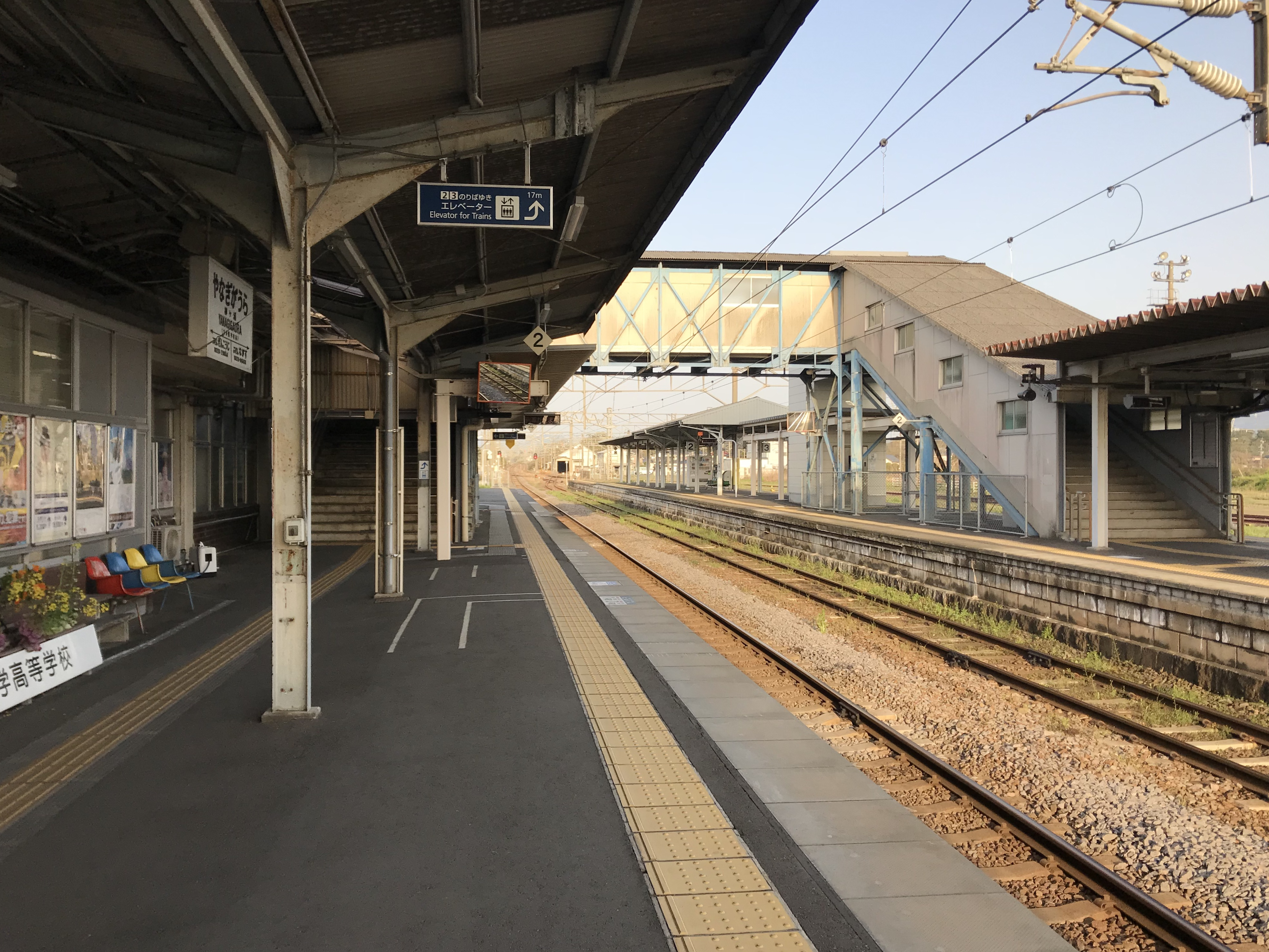
1番線ホーム（2018年4月）
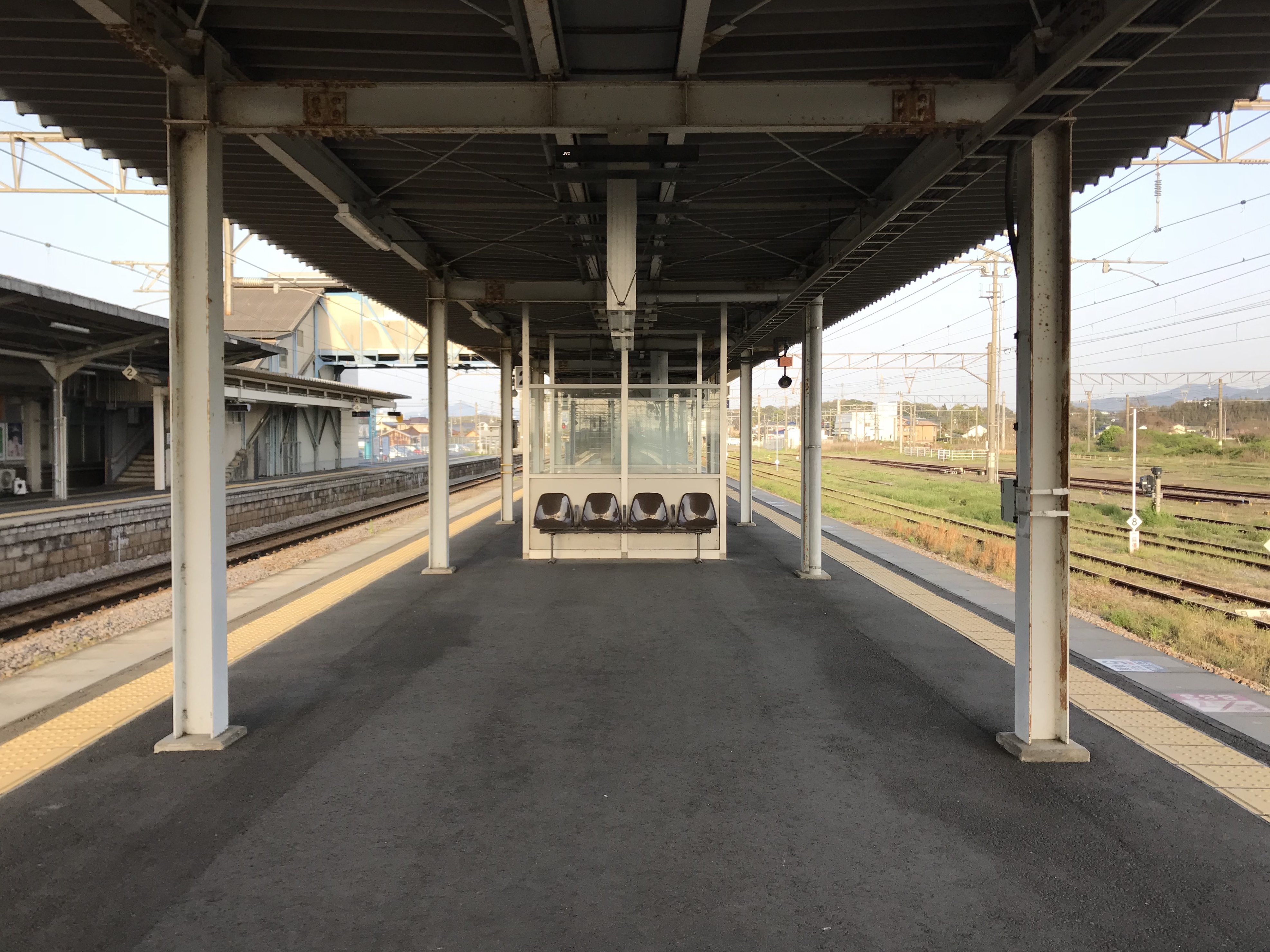
2・3番線ホーム（2018年4月）
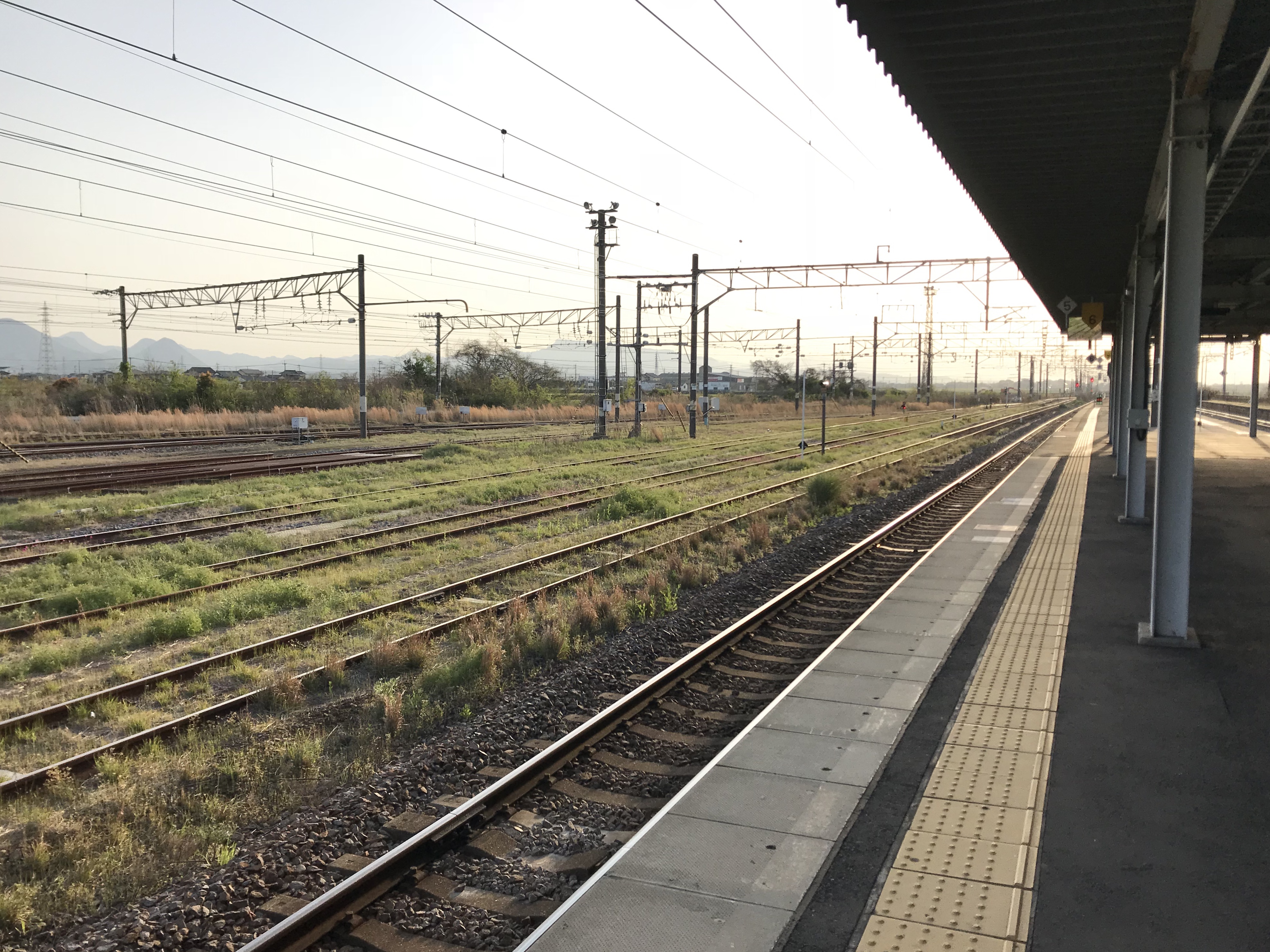
側線（2018年4月）
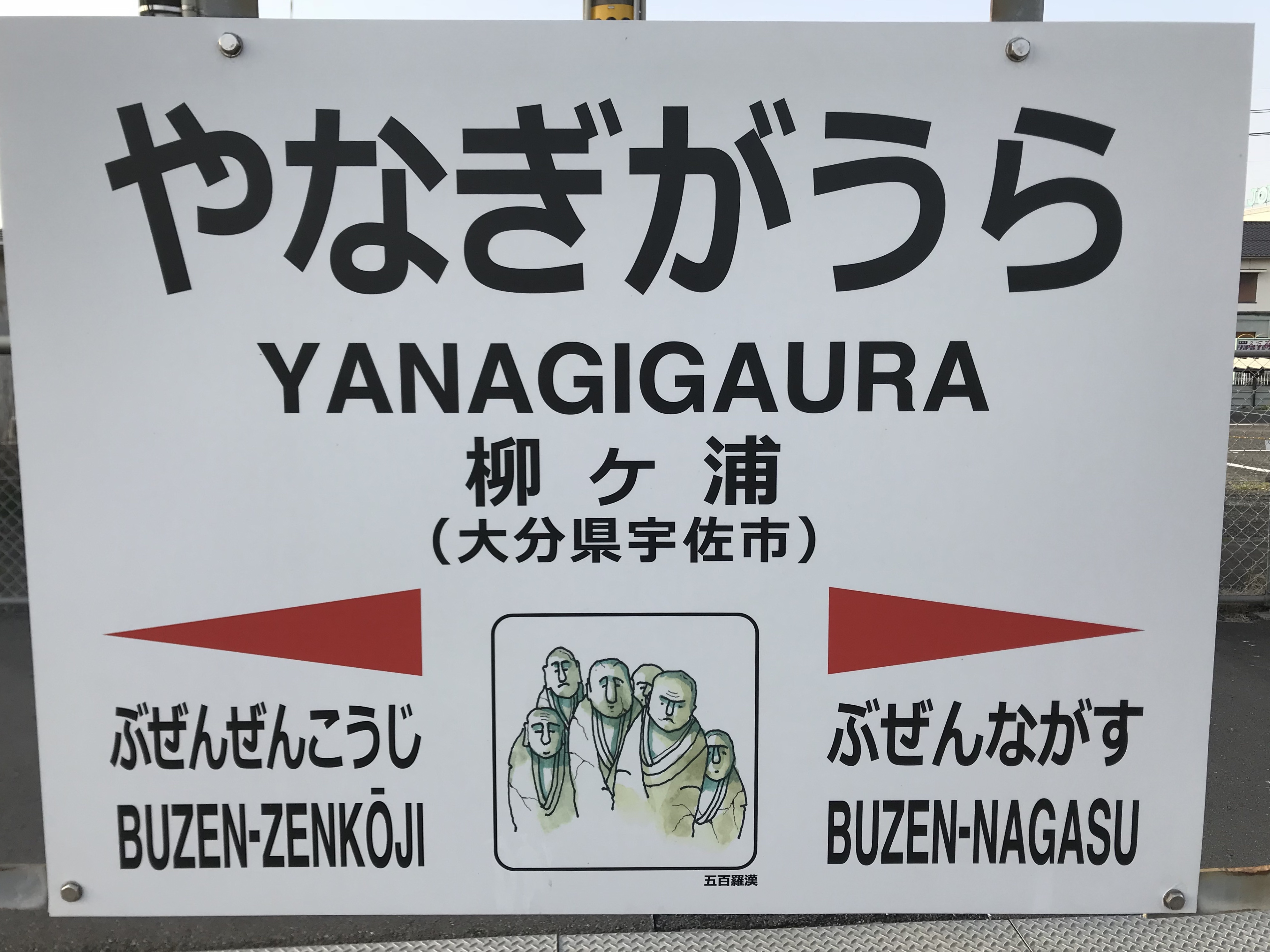
駅名標（イラストは東光寺の五百羅漢）

## 発着列車

### 特急列車
「ソニック」の一部の列車と、1往復運行される「にちりん」が停車する。長らく上り1本のみ停車していた「にちりんシーガイア」は2021年3月改正から停車がなくなった。
かつては当駅に停車せず宇佐駅に停車する特急列車があったが、現在では宇佐駅に停車する特急は全列車が当駅にも停車するようになっている。

### 普通・快速列車
概ね昼間は2時間間隔、朝夕は1時間間隔での停車となる。朝には当駅始発の上り快速列車が1本運行されるが、中津までは各駅停車である。
2018年3月改正までは当駅始発列車の時刻は上り小倉方面で4時17分と非常に早く、JR時刻表2018年2月号掲載時点で最も早い始発列車の発車時刻であったが、2018年3月17日改正以降は、小倉方面の始発列車は30分以上繰り下がって4時49分発となった。大分県内ではもっとも遅く最終列車が到着する駅である。

## 利用状況
1965年（昭和40年）度には乗車人員が509,895人（定期外:145,395人、定期:364,500人）、降車人員が508,234人で、手荷物（発送:569個、到着:60個）や小荷物（発送:3,283個、到着:1,197個）も取り扱っていた。
2015年（平成27年）度の乗車人員は236,780人（定期外:78,119人、定期:158,661人）、降車人員は237,858人である。
※1日平均乗車人員の数値は各年度版「大分県統計年鑑」による年間乗車人員の値を各年度の日数で割った値（2016年度以降の数値は非公表）。
| 年度               | 年間 乗車人員 | 定期外 乗車人員 | 定期 乗車人員 | 1日平均 乗車人員 | 年間 降車人員 | 出典              |
| ------------------ | ------------- | --------------- | ------------- | ---------------- | ------------- | ----------------- |
| 1965年（昭和40年） | 509,895       | 145,395         | 364,500       | -                | 508,234       | [ 19 ]            |
| -                  | -             | -               | -             | -                | -             | -                 |
| 1990年（平成02年） | 395,220       | 113,176         | 282,044       | -                | 392,770       | [ 21 ]            |
| 1991年（平成03年） | 388,893       | 117,434         | 271,459       | -                | 385,691       | [ 22 ]            |
| 1992年（平成04年） | 373,388       | 119,748         | 253,640       | -                | 370,539       | [ 23 ]            |
| 1993年（平成05年） | 349,010       | 124,506         | 224,504       | -                | 346,346       | [ 24 ]            |
| 1994年（平成06年） | 334,314       | 122,299         | 212,015       | -                | 334,657       | [ 25 ]            |
| 1995年（平成07年） | 326,754       | 126,727         | 200,027       | -                | 324,464       | [ 26 ]            |
| 1996年（平成08年） | 310,071       | 119,959         | 190,112       | -                | 307,481       | [ 27 ]            |
| 1997年（平成09年） | 275,146       | 110,158         | 164,988       | -                | 275,191       | [ 28 ]            |
| 1998年（平成10年） | 254,768       | 105,399         | 149,369       | -                | 256,174       | [ 29 ]            |
| 1999年（平成11年） | 244,859       | 101,062         | 143,797       | -                | 244,297       | [ 30 ]            |
| 2000年（平成12年） | 229,342       | 98,579          | 130,763       | 628              | 229,507       | [ 31 ]            |
| 2001年（平成13年） | 230,356       | 91,181          | 139,175       | 631              | 229,973       | [ 32 ]            |
| 2002年（平成14年） | 230,709       | 83,755          | 146,954       | 632              | 229,515       | [ 33 ]            |
| 2003年（平成15年） | 213,722       | 82,767          | 130,955       | 586              | 212,868       | [ 34 ]            |
| 2004年（平成16年） | 220,157       | 82,666          | 137,491       | 603              | 217,642       | [ 35 ]            |
| 2005年（平成17年） | 236,072       | 85,123          | 150,949       | 647              | 233,492       | [ 36 ]            |
| 2006年（平成18年） | 240,066       | 83,155          | 156,911       | 658              | 236,718       | [ 37 ]            |
| 2007年（平成19年） | 243,425       | 80,717          | 162,708       | 665              | 239,934       | [ 38 ]            |
| 2008年（平成20年） | 241,023       | 78,990          | 162,033       | 660              | 238,364       | [ 39 ]            |
| 2009年（平成21年） | 227,680       | 69,965          | 157,715       | 624              | 227,639       | [ 40 ] [ 注釈 2 ] |
| 2010年（平成22年） | 227,901       | 70,664          | 157,237       | 624              | 226,569       | [ 42 ] [ 注釈 2 ] |
| 2011年（平成23年） | 234,253       | 74,734          | 159,519       | 640              | 233,787       | [ 43 ] [ 注釈 2 ] |
| 2012年（平成24年） | 222,887       | 75,222          | 147,665       | 611              | 224,065       | [ 44 ] [ 注釈 2 ] |
| 2013年（平成25年） | 235,518       | 75,280          | 160,238       | 645              | 236,702       | [ 45 ] [ 注釈 2 ] |
| 2014年（平成26年） | 232,324       | 77,298          | 155,026       | 637              | 232,899       | [ 46 ] [ 注釈 2 ] |
| 2015年（平成27年） | 236,780       | 78,119          | 158,661       | 647              | 237,858       | [ 20 ] [ 注釈 2 ] |
| 2016年（平成28年） | -             | -               | -             | 668              | -             | [ 47 ]            |
| 2017年（平成29年） | -             | -               | -             | 676              | -             | [ 48 ]            |
| 2018年（平成30年） | -             | -               | -             | 630              | -             | [ 49 ]            |
| 2019年（令和元年） | -             | -               | -             | 606              | -             | [ 50 ]            |
| 2020年（令和02年） | -             | -               | -             | 471              | -             | [ 51 ]            |
| 2021年（令和03年） | -             | -               | -             | 491              | -             | [ 52 ]            |
| 2022年（令和04年） | -             | -               | -             | 530              | -             | [ 53 ]            |
| 2023年（令和05年） | -             | -               | -             | 555              | -             | [ 54 ]            |

## 駅周辺
1939年（昭和14年）10月1日に宇佐海軍航空隊が開隊。
これに合わせて同年4月に「柳ケ浦村都市計画」が制定されて当駅周辺の拡張も行われ、柳ケ浦村の開発が進み、町制を施行した。
その反面、太平洋戦争末期の1945年（昭和20年）には3月18日にアメリカ空軍による第1回目の爆撃を受けたのを皮切りに、4月21日にはマリアナ基地のB-29による空襲を受けるなど大きな戦災も生じることになった。
航空隊の跡地は畑を経て水田に転用され、農地となったが、その一角から「宇佐・畑田遺跡」と呼ばれる集落の遺跡が発見され、土器などが出土している。
また、2013年（平成25年）6月29日に宇佐海軍航空隊の歴史等の戦争資料を展示する「宇佐市平和資料館」が開館。駅のすぐそばにある踏切は現在も「航空隊踏切」という名称で残されている。
また、1955年（昭和30年）3月31日に柳ヶ浦町は長洲町と和間村と合併して長洲町となり、1967年（昭和42年）4月1日に宇佐町と駅川町、四日市町との4町合併で宇佐市となった。
なお、柳ヶ浦高等学校は、当駅より南へ約700 m離れたところにあり、近辺には五百羅漢像を有する東光寺がある。
- 江須賀簡易郵便局
- 大分県立歴史博物館
- 大分県道23号中津高田線
- 大分県道44号宇佐本耶馬溪線
- 大分県道526号柳ヶ浦停車場線

### バス路線
- 大交北部バス「柳ヶ浦駅前」停留所
  - 長洲 → 豊後高田
  - 法鏡寺 → 四日市
- 宇佐市コミュニティバス柳ヶ浦線「柳ヶ浦駅前」停留所

## 隣の駅
九州旅客鉄道（JR九州）
■日豊本線
- 特急「にちりん」停車駅
- 特急「ソニック」一部停車駅

■快速（当駅始発上りのみ運転、中津駅まで各駅に停車）
豊前善光寺駅 ← 柳ケ浦駅
■普通
豊前善光寺駅 - 柳ケ浦駅 - 豊前長洲駅